# Dobrotin (Leskovac)
Pour les articles homonymes, voir Dobrotin.
Dobrotin (en serbe cyrillique : Добротин) est un village de Serbie situé sur le territoire de la ville de Leskovac, district de Jablanica. Au recensement de 2011, il comptait 318 habitants.

## Géographie

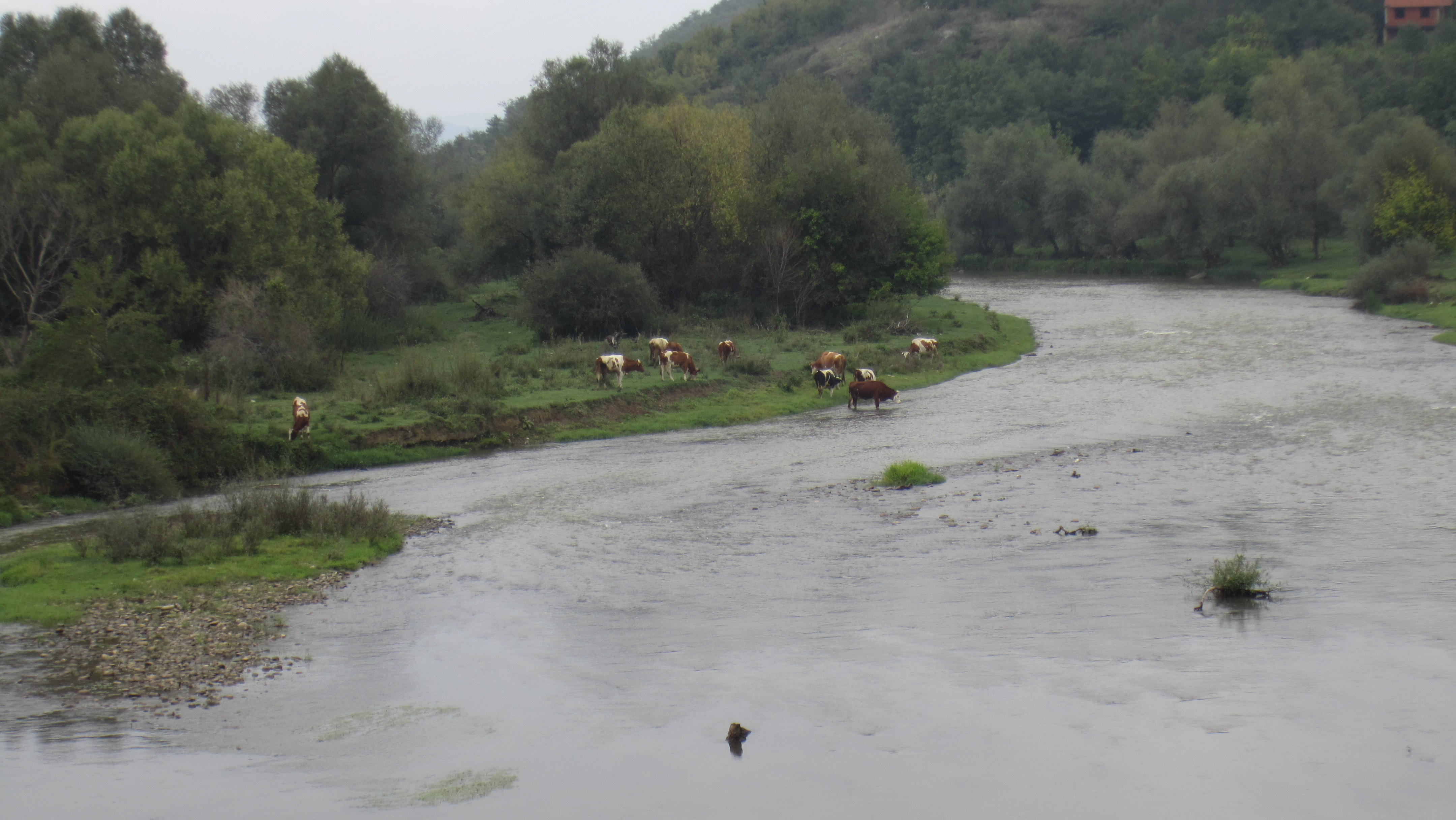
La Južna Morava à Dobrotin

## Démographie
| 1948 | 1953 | 1961 | 1971 | 1981 | 1991 | 2002 | 2011 |
| ---- | ---- | ---- | ---- | ---- | ---- | ---- | ---- |
| 445  | 459  | 401  | 396  | 388  | 370  | 321  | 318  |

|  |